# Forssa
Forssa è una città finlandese di 16459 abitanti, situata nella regione del Kanta-Häme.

## Amministrazione

### Gemellaggi
- Gödöllő
- Södertälje[2]
- Tierp[2]